# Hoxud

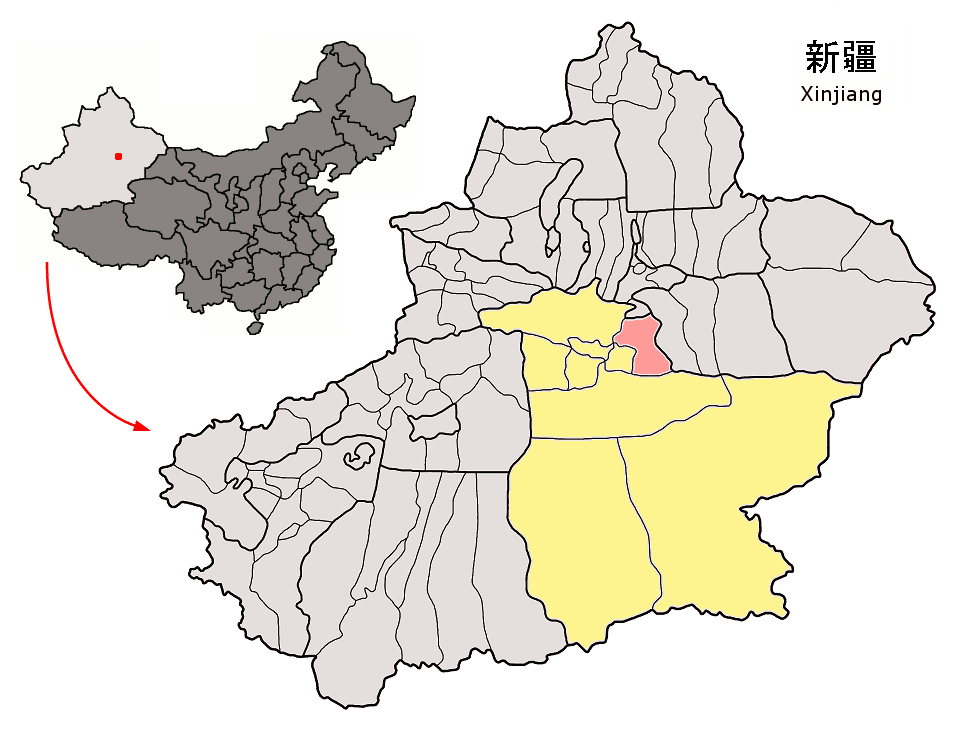
Lage des Kreises Hoxud (rosa) im Mongolischen Autonomen Bezirk Bayingolin (gelb)

Hoxud, auch Heshuo (chinesisch 和硕县, Pinyin Héshuò Xiàn, uigurisch خوشۇت ناھىيىسى Hoxut Naⱨiyisi), ist ein Kreis im Norden des Mongolischen Autonomen Bezirks Bayingolin im Uigurischen Autonomen Gebiet Xinjiang der Volksrepublik China. Die Fläche beträgt 12.754 Quadratkilometer und die Einwohnerzahl 72.556 (Stand: Zensus 2010). Sein Hauptort ist die Großgemeinde Tewilga (特吾裏克镇).